# ديفيد ويلسون (عسكري)
ديفيد ويلسون (بالإنجليزية: David Wilson)‏ هو عسكري بريطاني، ولد في 1949م.